# Batalha de Água de Maias
A Batalha de Água de Maias decorreu no ano de 1071 entre tropas de Garcia II da Galiza e de Sancho II de Castela. Nesta batalha, Rodrigo Forjaz de Trastâmara derrotou o exército castelhano, e nesta batalha morreram D. Fafes Sarrazins de Lanhoso e outros fidalgos galego-portugueses ilustres, que se tinham revoltado contra o Rei da Galiza Garcia II.

## Antecedentes

### Morte de Fernando Magno e divisão do Reino
Em 1063, aproximadamente dois anos antes da morte de Fernando o Magno, este decidiu, conforme os costumes navarrenses, que à sua morte o seu reino seria dividido em três, de modo a repartir assim o Reino pelos seus três filhos. Designou, portanto, o Reino de Leão para Afonso, seu filho favorito; Castela para Sancho, o mais velho e o Reino da Galiza, que compreendia o Condado Portucalense, a García, o mais jovem. Além disso, às filhas Urraca e Elvira foram atribuídos os mosteiros reais do reino de Leão e Castela, para os quais se deviam conservar como freiras para o resto de suas vidas ou até que elas se casassem.
Com a morte de Fernando o Magno, a 27 de Dezembro de 1065, Sancho recebeu toda a região de Castela a leste do rio Pisuerga, juntamente com o estado tributário de Navarra e designado o tributarista da Taifa de Saragoça.
Para  Afonso, o filho preferido de Fernando, ficou designado o Reino de Leão; A oeste do rio Pisuerga, incluindo as Astúrias de Oviedo e partes das Astúrias de Santilhana, que se encontravam dentro do Reino de Castela. Delimitando o seu território a sul, ao longo da linha do Douro, Afonso recebeu desde o Condado de Samora, até Palência, podendo, ou não, ter incluído terras em Sória. A noroeste, Afonso ficou com as terras de Astorga, incluindo Bierzo, de tal maneira a incluir uma parte substancial das terras que atualmente comprimem a comarca de Lugo. Afonso ficava também como tributarista da Taifa de Toledo.

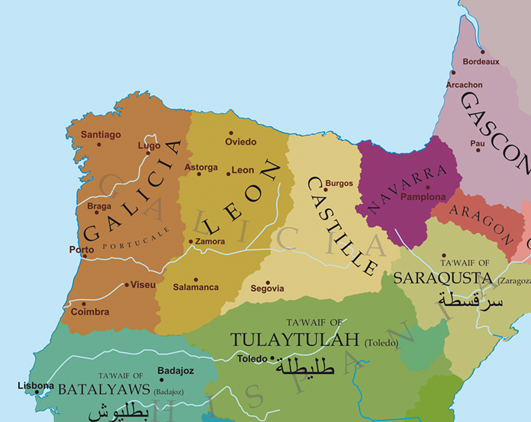
Mapa político da Península Ibérica, depois da morte de Fernando I (1066)

Garcia, o filho mais novo e mais impreparado para governar, ficou com o Reino da Galiza, e com o Condado Portucalense. Os tributos dados pela taifas de Badajoz seria para este.
Desta divisão, Afonso VI certamente emergiu como o filho predileto. As terras frequentemente disputadas entre Castela e Leão, entre o rio Pisuerga e o rio Cea, passaram a partir de então a serem inequivocamente consideradas terras leonesas. As terras do sul ao redor de Palência também foram concedidas a Leão, cortando assim a linha possível de expansão de Castela ao sul. No norte, a porção oeste da Astúrias de Santillana confinou Castela fortemente contra Navarra. García também não passou melhor. O Reino da Galiza foi privado de regiões importantes do seu território e perdeu grandes porções do seu terreno histórico, embora Bierzo e até mesmo as terras em torno de Zamora há muito que recebiam imigração da Galiza. Esses limites sugerem que não haveria três reinos iguais esculpidos no legado de Fernando Magno mas sim dois subordinados sob a hegemonia de Leão, a grande potência tradicional dos Reinos Cristãos. Ainda mais fatal, a concessão desse maior prêmio ao filho do meio, em vez de o mais velho, garantiu que o acordo seria quase de imediato contestado assim que Fernando I morresse. 

### Reino da Galiza e o Condado Portucalense

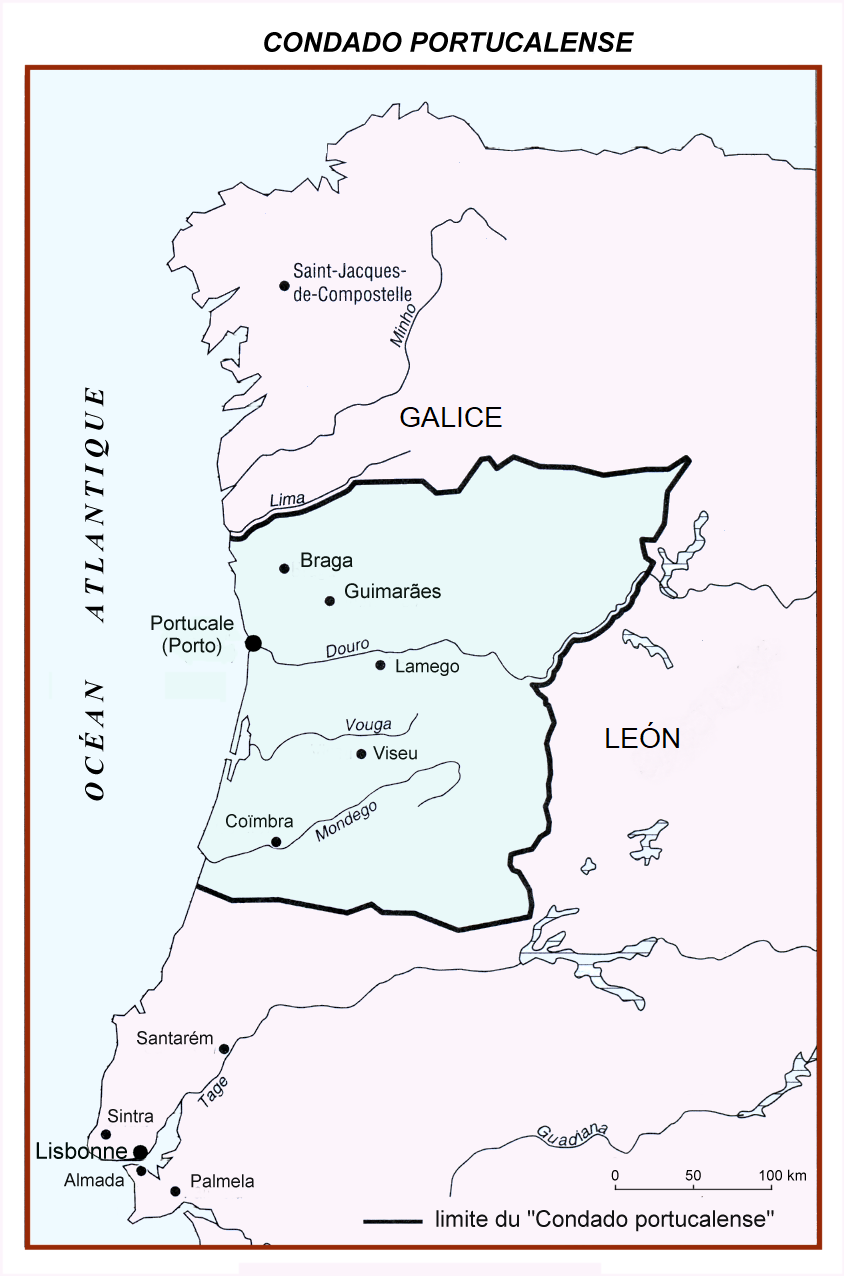
Condado Portucalense em 1070

#### Situação do Condado Portucalense
O filho mais novo de Fernando o Magno, que mais tarde ia ser conhecido por Garcia II da Galiza, herdou o Reino mais instável dos três. As razias de Almançor no final do século X, deixaram o Condado Portucalense num estado de destruição tal que não se via desde os tempos do Deserto do Douro. O assassinato do Conde Mendo Gonçalves em 1008, é um excelente exemplo do estado de guerra e rivalidade entre as casas nobres galego-portuguesas. Posteriormente, nos anos 1010 e 1020, raides normandos e viquingues no Noroeste da Península aumentaram ainda mais a desorganização e o caos. Só depois da Cerco de Coimbra por Fernando o Magno, dezoito meses antes da sua morte, que a situação no condado estabilizou e qualquer coisa parecida com uma administração local pudesse ser finalmente reintroduzida no Condado Portucalense. 
O que o rei Fernando tinha decidido fazer na região foi manter a recém-reconquistada Coimbra e a bacia do rio Mondego separadas do antigo condado Portucalense e reinstaurar o Condado Coimbrense, que seria governada pelo moçárabe Sesnando Davides, que não era aliado de nenhum dos nobres portugueses do Norte. As terras a norte da mulher de Fernando, Sancha I de Leão, seriam usadas para introduzir nobres e funcionários da Corte, de modo a aumentar o controlo que a Coroa de Leão tinha no Condado Portucalense.
No entanto a Norte do Rio Lima, na Galiza, a situação apresentava-se mais calma. Aí já estava bem estabelecido um sistema de governo centralizado, com comarcas bem definidas, e uma situação mais estável. No entanto, residia sempre problemas com os Bispados de Lugo e de Compostela. 

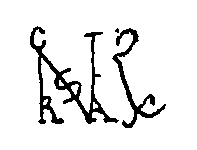
Assinatura de Garcia II da Galiza num documento em 1065

Quando Garcia II tomou conta do Reino da Galiza, tentou centralizar o seu poder e assim dominar a nobreza insubordinada portuguesa, fazendo-se acompanhar do Arcebispo de Lugo, Vistruário.
Em 1066, este obrigou Garcia Munhoz, nobre português, a doar todos os seus bens ao Rei.
Este ato foi visto como tirânico, e enfureceu muitos dos nobres portugueses, que viam o novo Rei como uma ameaça ao seu status quo. Esta ação ia se revelar crucial no desenrolar dos acontecimentos futuros, e que se demonstrou uma das principais razões ao sucesso da invasão de Sancho II de Castela ao Reino da Galiza.

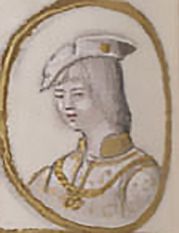
Garcia II da Galiza

Com o crescente descontentamento da nobreza portucalense face ao novo Rei da Galiza, este procurou conselho novamente no Bispo de Tui e nos seus irmãos. A 25 de Junho de 1066, o Rei Garcia II da Galiza encontrava-se em Leão quando a sua irmã fez uma doação para a igreja de Santiago de Compostela que envolveu terras em Portugal. Essa carta foi confirmada por Dom Vistruario, bem como pelos três reis. Em 1067 morre a sua mãe, Sancha I de Leão, que nos últimos dois anos tinha atuado como mediadora e pacificadora nas querelas entre irmãos.
A 4 de Janeiro de 1068, o Rei viu-se novamente envolto em problemas no Condado Portucalense. De modo a apaziguar o condado, e acalmar o descontentamento dos nobres portucalenses, Garcia II tenta recompensar os nobres mais leais a baixo do rio Lima. Neste dia, o Rei transferiu os bens de Garcia Munhoz para um aliado seu em terras portuguesas, o nobre Muno Veniegas. Uma ação bem ponderada, no entanto, demonstrou a dependência de Garcia II de conselheiros da Galiza, de seus irmãos e conselheiros de outros lugares. À medida que a fraca governação de Garcia II se tornava cada vez mais evidente, e na incapacidade de lidar com os assuntos do condado portucalense, o Arcebispo de Lugo se torna cada vez mais uma figura central na tomada de decisões do Reino da Galiza.  No fim de 1069, a autoridade de Garcia II já quase se tinha dissipado. 
A partir de 1069, Garcia II desloca-se para o sul do Reino, onde passa aí a decidir os assuntos de Estado. A 16 de Maio de 1070, Garcia II encontra-se no sul do condado, quando faz uma doação de terrenos antigos pertencentes a Garcia Munhoz, a Afonso Ramires, seu vassalo fiel.

### Revolta Portucalense e Batalha de Pedroso
No final do ano de 1070, a situação no Reino da Galiza tinha se tornado insuportável. Os nobres portucalenses, sob o comando de Nuno Mendes, conde de Portucale, revoltam-se abertamente contra Garcia II e formam um exército. No entanto, Garcia II desloca-se ao Norte, e acaba por suprimir a revolta, vencendo a batalha de Pedroso e matando o conde Nuno Mendes, juntamente com outros nobres revoltosos. A partir de então, Garcia II dissolve o Condado Portucalense, proclamando-se Rei de Portugal e da Galiza.

## Preparação
Depois da Guerra dos Três Sanchos terminar na vitória castelhana, e depois da invasão de Afonso VI da Taifa de Badajoz, estado vassalo da Galiza, Sancho II teme que fique encurralado territorialmente no futuro, onde estaria à mercê de um reino de Leão dominador da Península. Sancho II antecipou-se e começou a preparar uma invasão ao Reino da Galiza.
Sendo este o Reino mais fraco dos três, seria para Sancho uma vitória rápida e fácil, usando para sua vantagem a desunião da nobreza galego-portuguesa, que culminaria no seu aumento de influência e que lhe daria a vantagem num futuro conflito com o irmão Afonso VI. Depois da sua vitória na Batalha de Llantada, nas margens do rio Pisuerga frente ao irmão Afonso VI, Sancho II alia-se ao irmão Afonso VI e passa o seu exército pelo Reino de Leão, de modo a invadir o Reino da Galiza. Com o apoio de vários nobres galego-portugueses, como Fafes Sarrazins de Lanhoso, Sancho entra no Condado Portucalense, com o objetivo de ir ao encontro de Garcia, no Vale do Tejo.
Sendo Coimbra o ponto central e estratégico do Condado Coimbrense, Garcia II decide marchar até lá, onde confrontaria o irmão.
Caso a sua captura se desse, a perda da cidade ia dividir efetivamente o Reino da Galiza em dois, e iria cortar de Garcia II quaisquer hipóteses de reabastecimento e reforços a norte do Mondego, impedindo Garcia de organizar uma contra-ofensiva e encurralando-o e à sua força no sul do Reino.
Por isso, Garcia II incumbe D. Rodrigo Forjaz de Trastâmara, provavelmente Alferes do Reino, a defender a cidade com a sua força.

## Batalha
A batalha deu-se na antiga Ponte de Águas de Maia, ponte que se encontrava sobre o Rio Velho, em Coselhas, à saída de Coimbra.
O número de efetivos, tanto de um lado, como de outro, é desconhecido.
Com o embate das forças de Sancho II, D. Rodrigo conseguiu manter a posição defensiva e estrangular as forças castelhanas no rio. Com isso, D. Rodrigo conseguiu infligir baixas numerosas, que tiveram levaram à retirada dos exércitos castelhanos. Nesta batalha é capturado D. Fafes Sarrazins de Lanhoso, onde é posteriormente degolado juntamente com outros fidalgos ilustres galego-portugueses, que anteriormente já se tinham revoltado contra Garcia. No entanto, o comandante das forças galego-portuguesas, D. Rodrigo viria a ficar gravemente ferido desta batalha, acabando por falecer depois da Batalha de Santarém.

## Desfecho
Apesar da vitória numérica, por razões desconhecidas, provavelmente a fadiga e o número de baixas do lado galego-português, depois da batalha, D. Rodrigo recua e o seu contingente abandona a cidade.
Depois deste embate, D. Garcia II tentaria desesperadamente reagrupar de novo as suas forças e organizar uma defesa de último recurso na zona de Santarém, que posteriormente iria originar a Batalha de Santarém desse mesmo ano. Nesta batalha, D. Garcia II seria capturado pelo seu irmão e o seu reino dividido entre D. Afonso VI de Leão e D. Sancho II de Castela. D. Garcia II viria a morrer em 1090. No seu funeral em San Isidoro estiveram presentes suas duas irmãs, as infantas Elvira de Toro e Urraca de Zamora. O Rei Garcia dispôs que desejava ser enterrado acorrentado, tal como havia vivido os últimos anos da sua vida, e de este modo, sobre a lápide do seu sepulcro de pedra se representou o rei acorrentado, achando-se no seu sepulcro a seguinte inscrição, traduzida para o português:
"Aqui jaz o rei García de Portugal e Galiza, filho do grande rei Fernando, que foi capturado pelo seu irmão com engano. Morreu preso a 22 de março de 1090."
Com esta inscrição, consegue-se comprovar que o Condado Portucalense era um condado que gozava de grande autonomia dentro do Reino da Galiza, e que já existia uma consciência territorial que denominava Portugal às terras a Sul do rio Lima até Lisboa. No entanto, com a contra-ofensiva muçulmana, os cristãos seriam empurrados de novo para a linha do Mondego, e foi necessário esperar cerca de setenta anos para que Portugal se tornasse um reino independente de facto e de jure. Importa ressaltar que o prestigioso historiador português José Hermano Saraiva já tinha sugerido, num dos seus programas de História de Portugal na RTP, que D. Garcia II poderia ser considerado com o verdadeiro primeiro Rei de Portugal.